# Internacional Progresista
La Internacional Progresista o IP (en inglés, Progressive International, PI) es una organización internacional que engloba a progresistas de izquierda, como activistas y organizaciones. Sus principales defensores son Bernie Sanders y Yanis Varoufakis y fue lanzado por The Sanders Institute y DiEM25. Varoufakis, cofundador de DiEM25, dijo en un artículo de opinión que la International Progresista se creó "para movilizar a las personas de todo el mundo para transformar el orden global y las instituciones que lo conforman". La Internacional Progresista se anunció el 30 de noviembre de 2018 en un evento del Instituto Sanders al que asistieron muchos políticos, economistas y activistas progresistas, incluidos: Naomi Klein, Cornel West, Fernando Haddad, Ada Colau, etc. Fue fundado y lanzado el 11 de mayo de 2020 en medio de la pandemia mundial de Coronavirus para contrarrestar el resurgimiento del "nacionalismo autoritario".

## Organización interna

### Gabinete
El Gabinete es el órgano ejecutivo de Internacional Progresista. Es responsable del desarrollo, la planificación y decisiones de personal. El órgano está compuesto por cuatro miembros del Consejo, un representante del Secretariado y un representante del equipo coordinador de la Cumbre.

#### Composición
- David R. K. Adler - Coordinador General
- Varsha Gandikota-Nellutla – Coordinador General
- Halla Gunarsdóttir - Coordinadora de la Cumbre
- Andrés Arauz - Miembro del Consejo
- Renata Ávila - Miembro del Consejo
- Srećko Horvat - Miembro del Consejo
- Aruna Roy - Miembro del consejo
- Pierre Sané - Miembro del consejo

### Consejo asesor
El Consejo asesor es responsable de establecer la dirección estratégica de Internacional Progresista. En septiembre, si la pandemia lo permite, el Consejo se reunirá en la cumbre inaugural en Reikiavik, Islandia, organizada por la primera ministra de Islandia (Katrín Jakobsdóttir)  y el Movimiento de Izquierda-Verde.

### Secretariado
El Secretariado es el órgano coordinador de Internacional Progresista. Es responsable de las operaciones diarias, apoyo a la membresía y otras tareas administrativas. La Internacional Progresista está actualmente en reclutamiento para expandir el Secretariado y su representación internacional.
- Movement Team (Movimiento)
- Blueprint Team (Plan)
- Wire Team (Agencia)

### Miembros
Actualmente hay 95 organizaciones miembros de la Internacional Progresista, en estas organizaciones encontramos distintos enfoques y temas como derechos humanos, derechos laborales, derechos de la mujer, justicia social, medios de comunicación, think tanks, política,  investigación y políticas públicas, cultura, migración, entre otros.
| Lista de organizaciones miembro | Lista de organizaciones miembro                                                    | Lista de organizaciones miembro      |
| País/Región                     | Nombre                                                                             | Ámbito                               |
| ------------------------------- | ---------------------------------------------------------------------------------- | ------------------------------------ |
| Afganistán                      | Partido Solidario de Afganistán                                                    | Política                             |
| África                          | Africa Is A Country                                                                | Medios de comunicación               |
| África Occidental               | Centre for Research and Action on Economic, Social and Cultural Rights (CRADESC)   | Investigación y políticas públicas   |
| Albania                         | Organizata Politike                                                                | Política                             |
| América Latina                  | Alborada                                                                           | Medios de comunicación               |
| América Latina                  | Consejo Latinoamericano de Ciencias Sociales (CLACSO)                              | Investigación y políticas públicas   |
| América Latina                  | Nueva Sociedad                                                                     | Medios de comunicación               |
| Argentina                       | Trabajadores Unidos por la Tierra                                                  | Medioambiente                        |
| Argentina                       | Central de Trabajadores de la Argentina (CTA-T)                                    | Derechos laborales                   |
| Armenia                         | Left Resistance                                                                    | Política                             |
| Armenia                         | Sev Bibar                                                                          | Medios de comunicación               |
| Asia del Sur                    | Himal Southasian                                                                   | Medios de comunicación               |
| Asia del Sur                    | Jamhoor                                                                            | Medios de comunicación               |
| Brasil                          | Brasil Wire                                                                        | Medios de comunicación               |
| Brasil                          | De Olho Nos Ruralistas                                                             | Medios de comunicación               |
| Brasil                          | Outras Palavras                                                                    | Medios de comunicación               |
| Chile                           | El Ciudadano                                                                       | Medios de comunicación               |
| Chile                           | Ukamau                                                                             | Vivienda                             |
| Colombia                        | Colombia Informa                                                                   | Medios de comunicación               |
| Colombia                        | Congreso de los Pueblos                                                            | Política                             |
| Colombia                        | Unión Sindical Obrera de la Industria del Petróleo (USO)                           | Derechos laborales                   |
| Colombia                        | Todos Somos Colombia                                                               | Politicá                             |
| Egipto                          | Mada Masr                                                                          | Medios de comunicación               |
| El Salvador                     | FECORACEN                                                                          | Cooperativismo agrario               |
| Eslovenia                       | La Izquierda                                                                       | Política                             |
| España                          | Boza Sur                                                                           | Migración                            |
| España                          | Catalunya en Comú                                                                  | Política                             |
| España                          | CTXT                                                                               | Medios de comunicación               |
| España                          | Fridays For Future Salamanca                                                       | Medioambiente                        |
| Estados Unidos                  | Arab Resource & Organizing Center (AROC)                                           | Economía                             |
| Estados Unidos                  | Brandworkers                                                                       | Derechos laborales                   |
| Estados Unidos                  | CODEPINK                                                                           | Pacifismo                            |
| Estados Unidos                  | Collective Action in Tech                                                          | Tecnología                           |
| Estados Unidos                  | Dissent                                                                            | Medios de comunicación               |
| Estados Unidos                  | Jacobin                                                                            | Medios de comunicación               |
| Estados Unidos                  | KC Tenants                                                                         | Derechos a la vivienda y a la tierra |
| Estados Unidos                  | Mondoweiss                                                                         | Medios de comunicación               |
| Estados Unidos                  | Qiao Collective                                                                    | Medios de comunicación               |
| Estados Unidos                  | Sunrise Movement                                                                   | Medioambiente                        |
| Estados Unidos                  | The Nation                                                                         | Medios de comunicación               |
| Estados Unidos                  | ZCommunications                                                                    | Medios de comunicación               |
| Estados Unidos                  | Socialistas Democráticos de América (DSA)                                          | Política                             |
| Estados Unidos                  | Colectivo de la Deuda (Debt Collective)                                            | Deudores                             |
| Europa                          | Commons Network                                                                    | Justicia social                      |
| Europa                          | Democracy in Europe Movement 2025                                                  | Política                             |
| Europa                          | ROAR Magazine                                                                      | Medios de comunicación               |
| Filipinas                       | Bulatlat                                                                           | Medios de comunicación               |
| Francia                         | Le vent se lève (LVSL)                                                             | Medios de comunicación               |
| Francia                         | Mediapart                                                                          | Medios de comunicación               |
| Francia                         | ReAct                                                                              | Derechos laborales                   |
| Global                          | Crash Course                                                                       | Proyecto original                    |
| Global                          | openDemocracy                                                                      | Medios de comunicación               |
| Global                          | Post Growth Institute                                                              | Economía                             |
| Global                          | Progressive Doctors                                                                | Salud                                |
| Guatemala                       | Movimiento Sindical, Indígena y Campesino Guatemalteco (MSICG)                     | Derechos laborales                   |
| Guatemala                       | Movimiento Semilla                                                                 | Política                             |
| Honduras                        | Luchemos                                                                           | Derechos de las mujeres              |
| Hong Kong                       | Lausan Collective                                                                  | Medios de comunicación               |
| Hungría                         | Mérce                                                                              | Medios de comunicación               |
| India                           | Andhra Pradesh Vyvasaya Vruthidarula Union                                         | Derechos laborales                   |
| India                           | Junputh                                                                            | Medios de comunicación               |
| India                           | Mazdoor Kisan Shakti Sangathan                                                     | Justicia social                      |
| India                           | National Alliance of People's Movements                                            | Justicia social                      |
| India                           | The Wire                                                                           | Medios de comunicación               |
| India                           | Sindicato de Trabajadores Gig y de Plataformas de Telengana (TGPWU)                | Derechos laborales                   |
| Indonesia                       | Aksi Ekologi & Emansipasi Rakyat                                                   | Medioambiente                        |
| Italia                          | Internazionale                                                                     | Medios de comunicación               |
| Italia                          | Officine Civiche                                                                   | Política                             |
| Kenia                           | Mathare Social Justice Centre                                                      | Justicia social                      |
| Kenia                           | The Elephant                                                                       | Medios de comunicación               |
| Malasia                         | Imagined Malaysia                                                                  | Investigación y políticas públicas   |
| México                          | Movimiento Colectivo por la Cultura y el Arte en México (MOCCAM)                   | Cultura                              |
| México                          | Revista Común                                                                      | Medios de comunicación               |
| Mundo Árabe                     | Bidayat                                                                            | Medios de comunicación               |
| Mundo Árabe                     | Jadaliyya                                                                          | Medios de comunicación               |
| Namibia                         | Landless People's Movement                                                         | Política                             |
| Namibia                         | Namibian Domestic and Allied Workers Union                                         | Derechos laborales                   |
| Nigeria                         | BAOBAB for Women’s Human Rights                                                    | Derechos de la mujer                 |
| Nigeria                         | Coalition for Revolution (CORE)                                                    | Política                             |
| Pakistán                        | Haqooq-e-Khalq Movement                                                            | Política                             |
| Pakistán                        | Pakistan Kissan Rabita Committee                                                   | Derechos laborales                   |
| Pakistán                        | Women Democratic Front                                                             | Derechos de la mujer                 |
| Palestina                       | Palestinian Youth Movement                                                         | Justicia social                      |
| Polonia                         | Akcja Socjalistyczna                                                               | Política                             |
| Polonia                         | Krytyka Polityczna                                                                 | Medios de comunicación               |
| Polonia                         | Lewica Razem                                                                       | Política                             |
| Reino Unido                     | App Drivers & Couriers Union (ADCU)                                                | Derechos laborales                   |
| Reino Unido                     | Common Wealth                                                                      | Economía                             |
| Reino Unido                     | Declassified UK                                                                    | Medios de comunicación               |
| Reino Unido                     | Independent Workers Union of Great Britain                                         | Derechos laborales                   |
| Reino Unido                     | Migrants Organise                                                                  | Migración                            |
| Reino Unido                     | Novara Media                                                                       | Medios de comunicación               |
| Reino Unido                     | The World Transformed                                                              | Política                             |
| Reino Unido                     | Momentum                                                                           | Política                             |
| República Checa                 | A2larm                                                                             | Medios de comunicación               |
| República Dominicana            | Instituto de Desarrollo de la Economía Asociativa (IDEAC)                          | Economía                             |
| Rusia                           | Left Block                                                                         | Política                             |
| Serbia                          | Ne davimo Beograd                                                                  | Política                             |
| Sudán                           | Sudanese Professionals Association                                                 | Derechos laborales                   |
| Tailandia                       | Din Deng                                                                           | Medios de comunicación               |
| Tanzania                        | Mtandao wa Vikundi vya Wakulima Tanzania (MVIWATA)                                 | Agricultura                          |
| Tanzania                        | Partido ACT (Alianza por el Cambio y la Transparencia)                             | Político                             |
| Taiwán                          | New Bloom                                                                          | Medios de comunicación               |
| Ucrania                         | Commons                                                                            | Medios de comunicación               |
| Ucrania                         | The All-Ukraine Independent Trade Union ‘Zakhyst Pratsi’ (AUITU Labour Protection) | Derechos laborales                   |
| Uganda                          | Akina Mama wa Afrika                                                               | Derechos de la mujer                 |
| Zimbabue                        | Zimbabwe People’s Land Rights Movement (ZPLRM)                                     | Derechos a la vivienda y a la tierra |

## Cumbre inaugural: Internacionalismo o Extinción 2020
La Internacional Progresista (IP) celebró su cumbre inaugural bajo el dilema Internacionalismo o Extinción del 18 al 20 de septiembre.